# Graeme Sharp
Graeme Marshall Sharp (Glasgow, 16 oktober 1960) is een Schots voormalig voetballer die als aanvaller speelde. Sharp wordt als een clublegende van het Engelse Everton beschouwd. Hij scoorde er meer dan 100 doelpunten en speelde bijna 400 officiële wedstrijden. Sharp speelde 12 interlands in het Schots voetbalelftal.

## Clubcarrière
Sharp debuteerde in 1978 in het betaald voetbal als speler van het Schotse Dumbarton. In 1980 verhuisde hij naar Everton voor een som van £ 120.000.
Sharp en Gary Lineker vormden in 1985/86 allicht het meest productieve spitsenduo in de geschiedenis van Everton en een van de gevaarlijkste Engelse duo's ooit. Daarnaast speelde hij aan de zijde van Adrian Heath, net als hijzelf een vlot scorende aanvaller.
Sharp won tussen 1980 en 1991 een keer de FA Cup, twee Engelse landstitels en de UEFA Beker voor Bekerwinnaars. In de jaren tachtig beleefde Everton de meest succesvolle periode uit de clubgeschiedenis onder trainer Howard Kendall. Sharp maakte deel uit van dit elftal van begin tot eind, net als aanvoerder Kevin Ratcliffe en de Ierse flankspeler Kevin Sheedy. In 1984 werd de eerste steen aan het succes gelegd, met de winst van de FA Cup tegen Watford. Sharp scoorde het eerste doelpunt, zijn spitsbroeder Andy Gray maakte de tweede goal. Everton won met 2–0. Een jaar later volgde de eerste landstitel voor Sharp. Datzelfde seizoen versloeg men het Oostenrijkse Rapid Wien met 3–1 in de finale van de UEFA Beker voor Bekerwinnaars. Twee jaar later, in 1987, werd Sharp nogmaals kampioen van Engeland.
In 1991 verliet hij Everton, waarna de club ongeveer tezelfdertijd wegzakte naar de middenmoot. Sharp scoorde uiteindelijk 111 competitiedoelpunten voor The Toffees in elf seizoenen bij de club. Na zijn vertrek kwam Sharp nog zes jaar uit voor Oldham Athletic. Van 1992 tot 1994 was hij met die club actief in de kakelverse Premier League. Hij scoorde 30 doelpunten voor Oldham Athletic in competitieverband. Zijn carrière beëindigde de spits evenwel in Wales, waar hij voor Bangor City uitkwam.
Van 1994 tot 1997 fungeerde Sharp als speler-coach bij Oldham Athletic. In het seizoen 1997/98 coachte hij Bangor City, zijn laatste club als speler.
In 2007 verscheen zijn autobiografie Sharpy: My Story. Op 20 januari 2020 kreeg hij een eerbetoon van Everton en werd 'Life President'.

## Interlandcarrière
Sharp maakte zijn debuut voor het Schots voetbalelftal tegen IJsland op 28 mei 1985, in de strijd om kwalificatie voor het WK 1986 in Mexico. Hij vertegenwoordigde Schotland op dat WK.
Sharp scoorde zijn enige doelpunt tegen Malta op 22 maart 1988.

## Erelijst
Everton FC 
- First Division

1985, 1987
- FA Cup

1984
- Europacup II

1985
- FA Charity Shield

1987